# Tortula systylia
Tortula systylia là một loài Rêu trong họ Pottiaceae. Loài này được (Schimp.) Lindb. miêu tả khoa học đầu tiên năm 1879.